# Separatismo branco

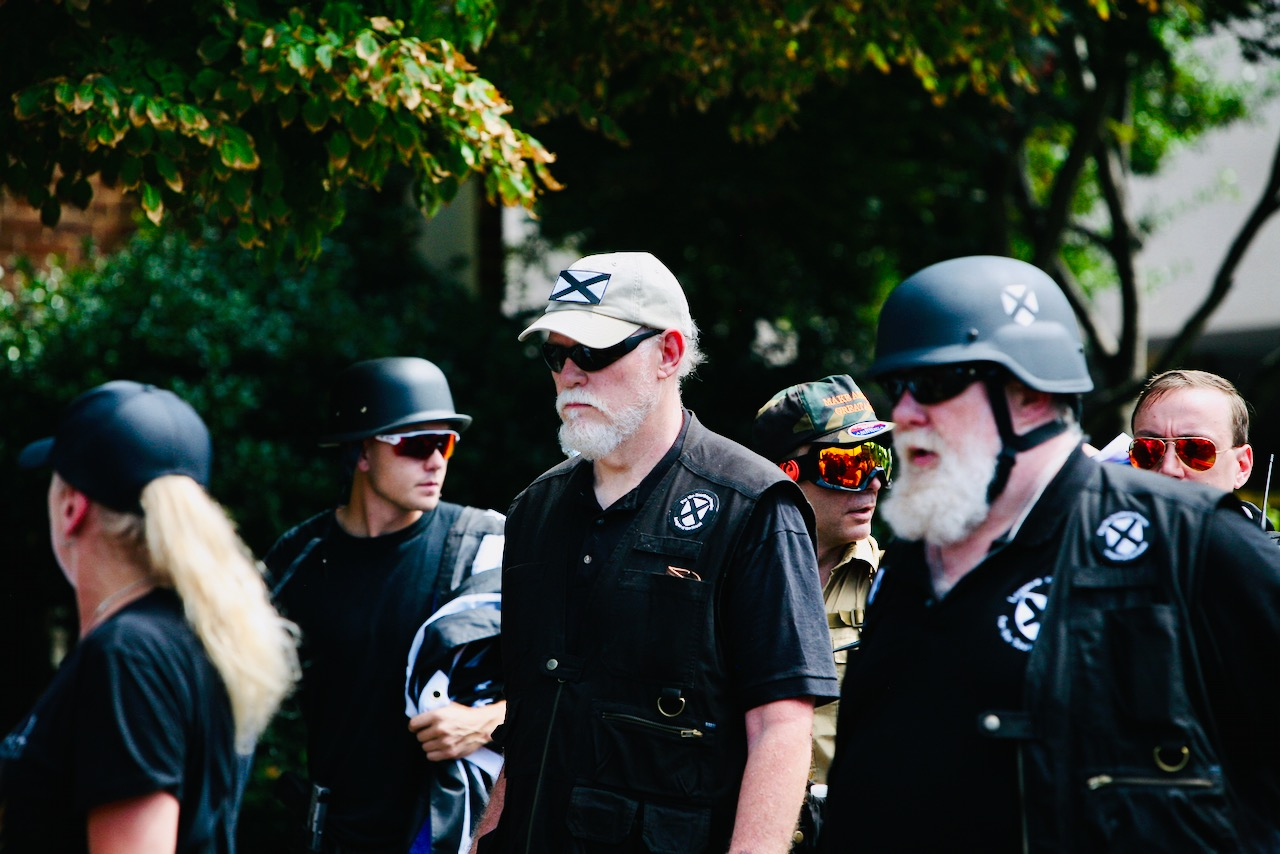
Agentes supremacistas brancos na Rússia.

Separatismo branco é um movimento político ou social separatista que procura um desenvolvimento econômico e cultural separado para pessoas brancas. O separatismo branco é uma forma de nacionalismo branco e pode ser uma forma de supremacia branca.
Um estudo do movimento separatista branco nos Estados Unidos informou que os adeptos geralmente rejeitam o casamento "fora da raça branca". Os autores também observaram "uma distinção entre o desejo supremacista de dominar (como no apartheid, escravidão ou segregação) e completa separação por raça". Os críticos argumentam que o separatismo branco contemporâneo é uma fachada pública adotada pelos supremacistas brancos.
O separatismo racial difere da segregação racial, que se caracteriza pela separação de diferentes grupos raciais dentro do mesmo Estado - isto é, separação racial no cotidiano, como comer em restaurantes, beber de fontes de água, usar banheiros, ir à escola, ir para o cinema, ou para alugar ou comprar uma casa. A segregação racial é aplicada pelo governo de uma nação multirracial, como na África do Sul sob o apartheid, que buscava separar diferentes grupos raciais dentro das fronteiras do mesmo estado.